# Proteinski domen
Proteinski domen je deo proteinske sekvence i strukture koji može da evoluira, funkcioniše, i postoji nezavisno od ostatka proteinskog lanca. Svaki domen formira kompaktnu tri-dimenzionalnu strukturu i često može da bude samostalno stabilan i sklopljen. Mnogi proteini se sastoje od nekoliko strukturnih domena. Jedan domen se može javiti u nizu različitih proteina. Molekulska evolucija koristi domene kao strukturne komponente koje mogu da se kombinuju u različitim aranžmanima da bi se formirali proteini sa različitim funkcijama. Domeni variraju u dužini od oko 25 aminokiselina do 500 aminokiselina. Najkraći domeni kao što su cinkovi prsti su stabilizovani metalnim jonima ili disulfidnim mostovima. Domeni često formiraju funkcionalne jedinice, kao što je kalcijum-vezujući EF-ruka domen kalmodulina. Pošto su oni samostalno stabilni, domeni mogu da se zamene putem genetičkog inženjerstva između proteina, čime se formiraju himerni proteini.

## Zaleđina
Koncept domena je prvi predložio Vetlaufer 1973. na osnovu kristalografskih studija X-zracima živinskog lizozima i papaina i ograničenih proteolitičkih ispitivanja imunoglobulina. On je definisao domene kao stabilne jedinice proteinske strukture koje mogu da se autonomno sklope. U prošlosti su domeni bili opisani kao jedinice:
- kompaktne strukture[5]
- funkcije i evolucije[6]
- sklapanja.[7]

Sve ove definicije su validne i često se preklapaju, npr. za kompaktni strukturni domen koji je nađen u nizu različitih proteina je verovatno da se samostalno sklapa unutar svog strukturnog okruženja. Priroda često povezuje nekoliko domena čime se formiraju multi-domeni i multi-funkcionalni proteini sa velikim brojem mogućnosti. U multi-domenskom proteinu, svaki domen može da izvršava svoju funkciju nezavisno, ili na organizovan način sa svojim susedima. Domeni mogu bilo da služe kao moduli za izgradnju velikih sklopova, kao što su virusne čestice ili mišićna vlakna, ili do pruže specifična katalitička ili vezivna mesta koja su prisutna kod enzima ili regulatornih proteina.
Primer proteina sa više domena je piruvatna kinaza, glikolitički enzime koji ima važnu ulogu u regulaciji fluksa od fruktoza-1,6-bifosfata do piruvata. Ovaj protein sadrži sve-β regulatorni domen, α/β-supstrat vezujući domen i α/β-nukleotid vezujući domen, koji su povezani sa nekoliko polipeptidnih spona. Svaki domen u ovom proteinu se javlja u različitim grupama proteinskih familija.
Centralni α/β-barelni domen, koji vezuje supstrat, je jedan od uobičajenih enzimskih sklopova. On je prisutan kod mnogih različitih enzimskih familija koje katalizuju sasvim nevezane reakcije. α/β-barel se obično naziva TIM barelom. Ovo ime potiče od triozno fosfatne izomeraze, u čijoj strukturi je bio prvo uočen. On je trenutno klasifikovan u 26 homolognih familija u CATH bazi podataka domena. TIM barel je formiran od sekvence β-α-β motiva koji su zatvoreni vodoničnim vezivanjem prve i zadnje struke, čime se formira barel sa osam struka. Postoje različita stanovišta o evolucionom poreklu ovog domena. Jedna od studija sugestira da se zajednički predački enzim raščlanio u nekoliko familija, dok druga smatra da je stabilna struktura TIM-barela evoluirala putem konvergentne evolucije.
TIM barel piruvat kinaze je 'diskontinualan', što znači da je više od jednog polipeptidnog segmenta neophodno da bi se formirao domen. To je verovatno posledica umetanja jednog domena u drugi tokom proteinske evolucije. Bilo je pokazano da je među poznatim strukturama jedna četvrtina strukturnih domena diskontinualna. Umetnuti β-barelni regulatorni domen je 'kontinualan', jer se sastoji od jednog neprekidnog segmenta polipeptida.
Kovalentna veza dva domena ima funkcionalnu i strukturnu prednost jer povećava stabilnost u poređenju sa istim strukturama bez kovalentne veze. Druge prednosti su zaštita intermedijara unutar inter-domenskog enzimskog otvora, koji bi inače bio nestabilan u vodenom okruženju, i ustaljeni stehiometrijski odnos enzimske aktivnosti koji je neophodan za sekvencijalni niz reakcija.

## Domeni su jedinica proteinske strukture
Primarna struktura proteina (lanac aminokiselina) ultimatno kodira njegovu jedinstvenu sklopljenu 3D konformaciju. Najvažniji faktor sklapanja proteina u 3D strukturu je distribucija polarnih i nepolarnih bočnih lanaca. Sklapanje dovodi do sklanjanja hidrofobnih bočnih lanaca u unutrašnjost molekula da bi se izbegao kontakt sa vodenim okruženjem. Generalno, proteini imaju jezgro formirano od hidrofobnih ostataka okruženo omotačem hidrofilnih ostataka. Pošto su same peptidne veze polarne, one se neutrališu međusobnim vodoničnim vezivanjem u hidrofobnom okruženju. Time se stvaraju regioni polipeptida koji formiraju regularne 3D strukturne motive koji se nazivaju sekundarna struktura. Postoje dva glavna tipa sekundarne strukture: α-heliksi i β-ravni.

## Literatura
- Berman HM;  . (2000). „The Protein Data Bank”. Nucleic Acids Res. 28 (1): 235—42. PMC 102472 . PMID 10592235. doi:10.1093/nar/28.1.235.
- Tooze, John; Brändén, Carl-Ivar (1999). Introduction to protein structure. New York: Garland Pub.
- Chothia C. (1992). „Proteins. One thousand families for the molecular biologist”. Nature. 357 (6379): 543—4. PMID 1608464. doi:10.1038/357543a0.
- Das S, Smith TF (2000). „Identifying nature's protein Lego set”. Adv Protein Chem. 54: 159—83. PMID 10829228. doi:10.1016/S0065-3233(00)54006-6.
- Dietmann S, Park J, Notredame C, Heger A, Lappe M, Holm L (2001). „A fully automatic evolutionary classification of protein folds: Dali Domain Dictionary version 3”. Nucleic Acids Res. 29 (1): 55—7. PMC 29815 . PMID 11125048. doi:10.1093/nar/29.1.55.
- Dyson HJ, Sayre JR, Merutka G, Shin HC, Lerner RA, Wright PE (1992). „Folding of peptide fragments comprising the complete sequence of proteins. Models for initiation of protein folding. II. Plastocyanin”. J Mol Biol. 226 (3): 819—35. PMID 1507228. doi:10.1016/0022-2836(92)90634-V.
- Fersht AR. (1997). „Nucleation mechanisms in protein folding”. Curr Opin Struct Biol. 7 (1): 3—9. PMID 9032066. doi:10.1016/S0959-440X(97)80002-4.
- George DG, Hunt LT, Barker WC (1996). „PIR-International Protein Sequence Database”. Methods Enzymol. 266: 41—59. PMID 8743676. doi:10.1016/S0076-6879(96)66005-4.
- Go M. (1981). „Correlation of DNA exonic regions with protein structural units in haemoglobin”. Nature. 291 (5810): 90—2. PMID 7231530. doi:10.1038/291090a0.
- Hadley, C & Jones, D.T. (1999). „A systematic comparison of protein structure classifications: SCOP, CATH and FSSP”. Struct Fold Des. 7 (9): 1099—112. PMID 10508779. doi:10.1016/S0969-2126(99)80177-4.
- Hayward S. (1999). „Structural principles governing domain motions in proteins”. Proteins. 36 (4): 425—35. PMID 10450084. doi:10.1002/(SICI)1097-0134(19990901)36:4<425::AID-PROT6>3.0.CO;2-S.
- Heringa J, Argos P (1991). „Side-chain clusters in protein structures and their role in protein folding”. J Mol Biol. 220 (1): 151—71. PMID 2067014. doi:10.1016/0022-2836(91)90388-M.
- Honig B. (1999). „Protein folding: from the levinthal paradox to structure prediction”. J Mol Biol. 293 (2): 283—93. PMID 10550209. doi:10.1006/jmbi.1999.3006.
- Kim PS, Baldwin RL (1990). „Intermediates in the folding reactions of small proteins”. Annu Rev Biochem. 59 (1): 631—60. PMID 2197986. doi:10.1146/annurev.bi.59.070190.003215.
- Murvai J, Vlahovicek K, Barta E, Cataletto B, Pongor S (2000). „The SBASE protein domain library, release 7.0: a collection of annotated protein sequence segments”. Nucleic Acids Res. 28 (1): 260—2. PMC 102474 . PMID 10592241. doi:10.1093/nar/28.1.260.
- Murzin AG, Brenner SE, Hubbard T, Chothia C (1995). „SCOP: a structural classification of proteins database for the investigation of sequences and structures”. J Mol Biol. 247 (4): 536—40. PMID 7723011. doi:10.1016/S0022-2836(05)80134-2.
- Janin J, Chothia C (1985). „Domains in proteins: definitions, location, and structural principles”. Methods Enzymol. 115: 420—30. PMID 4079796. doi:10.1016/0076-6879(85)15030-5.
- Schultz J, Copley RR, Doerks T, Ponting CP, Bork P (2000). „SMART: a web-based tool for the study of genetically mobile domains”. Nucleic Acids Res. 28 (1): 231—4. PMC 102444 . PMID 10592234. doi:10.1093/nar/28.1.231.
- Siddiqui AS, Dengler U, Barton GJ (2001). „3Dee: a database of protein structural domains”. Bioinformatics. 17 (2): 200—1. PMID 11238081. doi:10.1093/bioinformatics/17.2.200.
- Srinivasarao GY, Yeh LS, Marzec CR, Orcutt BC, Barker WC, Pfeiffer F (1999). „Database of protein sequence alignments: PIR-ALN”. Nucleic Acids Res. 27 (1): 284—5. PMC 148157 . PMID 9847202. doi:10.1093/nar/27.1.284.
- Tatusov RL;  . (2001). „The COG database: new developments in phylogenetic classification of proteins from complete genomes”. Nucleic Acids Res. 29 (1): 22—8. PMC 29819 . PMID 11125040. doi:10.1093/nar/29.1.22.
- Taylor WR, Orengo CA (1989). „Protein structure alignment”. J Mol Biol. 208 (1): 1—22. PMID 2769748. doi:10.1016/0022-2836(89)90084-3.
- Yang AS, Honig B (1995). „Free energy determinants of secondary structure formation: I. alpha-Helices”. J Mol Biol. 252 (3): 351—65. PMID 7563056. doi:10.1006/jmbi.1995.0502.
- Yang AS, Honig B (1995). „Free energy determinants of secondary structure formation: II. Antiparallel beta-sheets”. J Mol Biol. 252 (3): 366—76. PMID 7563057. doi:10.1006/jmbi.1995.0503.

## Spoljašnje veze
- Proteinske familije (Pfam)

### Baze podataka strukturnih domena
- Konzervirani domeni
- Архивирано на веб-сајту  (12. март 2014)
- Proteinski interakcioni domeni

### Baze podataka sekvenci domena
- [мртва веза]